# Mayriella
Mayriella (лат.) — индо-австралийский род муравьёв из подсемейства мирмицины (Myrmicinae, Crematogastrini, ранее в Basicerotini). Известно 9 видов.

## Описание
Живут небольшими колониями по 50—100 особей. Виды этого рода встречаются во влажных лесных районах, однако, также были найдены на растениях-склерофитах. Гнёзда строят в почве, как правило, вокруг камней или небольших холмов. Обладают жалом. Род был впервые описан в 1902 году швейцарским мирмекологом Огюстом Форелем и предположительно (но без указания эпонимии как и в случае с Mayria) назван в честь крупного австрийского мирмеколога Густава Майра (Gustav Mayr; 1830—1908)

## Виды
- Mayriella abstinens Forel, 1902
- Mayriella ebbei Shattuck & Barnett, 2007
- Mayriella granulata Dlussky & Radchenko, 1990
- Mayriella occidua Shattuck, 2007
- Mayriella overbecki Viehmeyer, 1925
- Mayriella sharpi Shattuck & Barnett, 2007
- Mayriella spinosior Wheeler, W.M., 1935
- Mayriella transfuga Baroni Urbani, 1977
- Mayriella warchalowskii Borowiec, 2007